# Хмелевое (Житомирская область)
Хмелевое (укр. Хмельове) — посёлок, входит в Бердичевский район Житомирской области Украины. Прошлое название населённого пункта — Белоцерковка.
Население по переписи 2001 года составляло 308 человек. Почтовый индекс — 13336. Телефонный код — 4143. Занимает площадь 0,933 км². Код КОАТУУ — 1820884802.

## Местный совет
13336, Житомирська обл., Бердичівський р-н, с. Половецьке, вул. Леніна,78а